# Madeleine M. Kunin

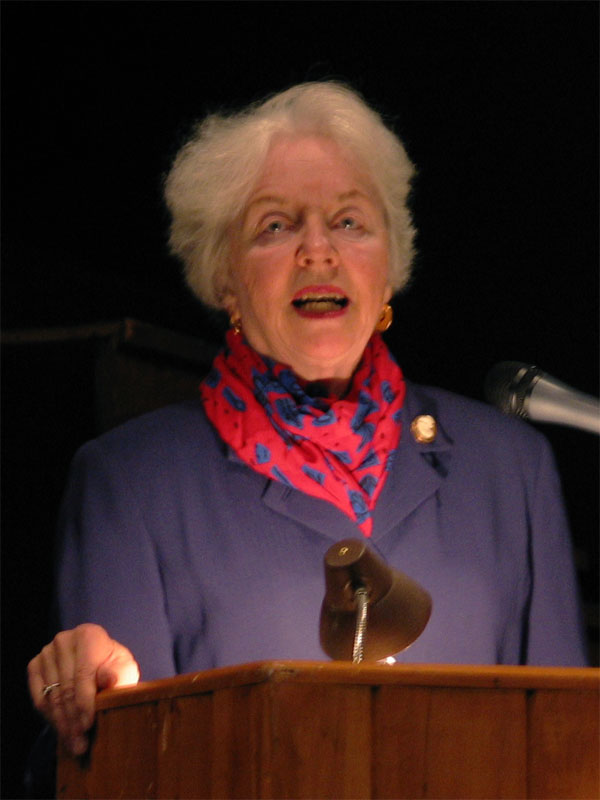
Madeleine M. Kunin (2004)

Madeleine May Kunin (* 28. September 1933 in Zürich, Schweiz) ist eine ehemalige US-amerikanische Politikerin. Sie war von 1985 bis 1991 Gouverneurin des Bundesstaates Vermont.

## Frühe Jahre und politischer Aufstieg
Madeleine Kunin wurde in eine jüdische Familie geboren. Mit ihrer verwitweten Mutter emigrierte sie 1940 in die Vereinigten Staaten. Sie besuchte bis 1956 die University of Massachusetts. Danach war sie bis 1957 an der Columbia University, wo sie Journalismus studierte. Sie beendete ihre Studienzeit an der University of Vermont. Danach arbeitete sie für die „Burlington Free Press“ als Journalistin. Außerdem war sie als Teilzeitkraft im Schuldienst.
Kunin ist Mitglied der Demokratischen Partei. Im Jahr 1972 wurde sie für drei Legislaturperioden in das Repräsentantenhaus von Vermont gewählt. Zwischen 1979 und 1983 war sie als Vizegouverneurin Stellvertreterin von Gouverneur Richard A. Snelling, gegen den sie bei den Gouverneurswahlen des Jahres 1982 erfolglos kandidierte.

## Gouverneurin von Vermont
Im Jahr 1984 wurde sie als erste Frau zur Gouverneurin von Vermont gewählt. Nachdem sie in den Jahren 1986 und 1988 jeweils wiedergewählt worden war, war sie bundesweit die erste Frau überhaupt, die dreimal hintereinander in das Amt eines Gouverneurs gewählt wurde. Insgesamt konnte sie zwischen dem 10. Januar 1985 und dem 10. Januar 1991 in diesem Amt verbleiben. Als Gouverneurin setzte sie sich für die Umwelt, die Bildungspolitik und für die Belange von Kindern und Jugendlichen ein. Kunin war auch Vorsitzende der Gouverneursvereinigung der Neuenglandstaaten. Im Jahr 1990 lehnte sie eine erneute Kandidatur ab.

## Weiterer Lebenslauf
Nach ihrer Gouverneurszeit engagierte sich Madeleine Kunin in der Bundespolitik. Unter Präsident Bill Clinton, den sie im Wahlkampf unterstützt hatte, wurde sie zunächst als Nachfolgerin von David T. Kearns stellvertretende Bildungsministerin (Deputy Secretary of Education). Zwischen 1996 und 1999 war sie als Nachfolgerin von Larry Lawrence US-Botschafterin in der Schweiz und in Liechtenstein. Heute hält sie Gastvorträge an verschiedenen Universitäten. Sie ist nach einer Scheidung zum zweiten Mal verheiratet und hat aus ihrer Ehe mit Arthur Kunin vier Kinder. Seit 1996 ist sie mit John Hennessey verheiratet.
Zudem wurde sie 1994 in die American Academy of Arts and Sciences gewählt.